# فلوريان زيمر
فلوريان زيمر (بالألمانية: Florian Zimmer)‏ هو ساحر استعراضي ألماني، ولد في 3 مايو 1983 في أولم في ألمانيا.